# Thrifty White
Farmacia Thrifty White (cunoscută și ca White Drug și Thrifty Drug) este o rețea americană de farmacii cu operațiuni în șase state: Montana, Dakota de Nord, Dakota de Sud, Minnesota, Wisconsin și Iowa, cu sediul în Plymouth, MN. Compania se specializează în prescripții, consultare pe termen lung, implicare comunitară și servicii specializate. Începând cu septembrie 2016, Thrifty White a primit acreditare completă URAC pentru farmacia sa specializată.

## Istoric
Prima farmacie White Drug a fost deschisă în Jamestown, Dakota de Nord, în 1884 de către dl. și dna. H.E. White. Când s-a unit cu Thrifty Drug în 1985, existau 38 de magazine White Drug. Thrifty Drug a fost fondată în Brainerd, Minnesota, în 1957 de Douglas Stark, Jack Lindoo și Edward Olsen. White Drug și Thrifty Drug s-au unit în 1985 pentru a forma Thrifty White Drugstores.

## White Mart
White Mart a fost o rețea de magazine de departamente la preț redus, care deservesc în mare parte Dakotele și Minnesota. La scurt timp după fuzionare, noul Thrifty White a început să închidă toate locațiile White Mart, cu ultimele locații închise la începutul anilor '90.

## Thrifty White astăzi
Thrifty White este o companie deținută de angajați care operează un total de 96 de farmacii sub bannerele White Drug, Thrifty Drug și Thrifty White Drug. În plus, există 82 de comercianți independenți care își operează propriile farmacii, dar folosesc instrumente și contracte Thrifty White. Locațiile sale sunt în general situate în interiorul centrelor comerciale sau în benzi comerciale. Cele mai multe magazine Thrifty White oferă o gamă largă de produse găsite în farmaciile de retail obișnuite, inclusiv articole pentru gospodărie, felicitări, produse cosmetice și o secțiune mare de cadouri. De asemenea, un tipic Thrifty White are un laborator foto One Hour complet. Cele mai multe farmacii Thrifty White sunt situate în orașe mici cu o populație de sub 60.000, unde adesea sunt singura farmacie în limitele orașului.
În 2013, Thrifty White a achiziționat TheOnlineDrugstore, extinzându-și prezența online.
În 2016, Thrifty White a devenit o farmacie specializată complet acreditată prin URAC, cu acreditare valabilă până în 2019. Are capacitatea de a oferi produse și servicii specializate în toate cele 50 de state. Afirmă că ratele de adeziune sunt de peste 93% pentru pacienții specializați.
Thrifty White a fost numită "Inovatorul Farmaciei al Anului" la nivel național pentru 2016 de Drug Store News. A câștigat un premiu similar în 2012 de Chain Drug Review. Thrifty White a fost, de asemenea, numită "#1 în Managementul Terapiei Medicamentoase" de Mirixa în 2016 și "Cea mai inovatoare" de Outcomes în 2016. Programul de sincronizare a medicamentelor al Thrifty White are 65.000 de pacienți înscriși și conduce națiunea în scorurile de conformitate la medicamente.
În aprilie 2021, Thrifty White s-a asociat cu Upsher-Smith pentru a avea o clinică gratuită de vaccinare COVID-19 pe loc care urmează programul recomandat de vaccinare Moderna.